# امیر خسرو دلیر ثانی
امیر خسرو دلیر ثانی (زاده ۱۳۵۲) از فعالان ملی-مذهبی، عضو شورای مرکزی جنبش مسلمانان مبارز و نماینده جنبش در «کمیته پیگیری بازداشتهای خودسرانه» و کانون مدافعان حقوق بشر از فعالان حقوق بشر در ایران است که در تاریخ ۱۳ دی ماه سال ۱۳۸۸ با حمله مأموران امنیتی به منزل شخصی اش ، بدون ارائه حکم بازداشت شد. دلیرثانی با پایان چهار سال حبس تعزیری روز جمعه ۲۲ آذر ۱۳۹۲ از زندان اوین آزاد شد. این فعال ملی مذهبی در طول این ۴ سال چندین بار به دلیل امضای چندین بیانیه به همراه سایر فعالین سیاسی در زمینه‌های مختلف سیاسی و حقوق بشری و ایستادگی بر مواضع خود در دادسرای اوین مورد بازپرسی قرار گرفت و در دو نوبت به دلیل اعتراض به مسایل صنفی و وضعیت زندانیان به زندان انفرادی منتقل شد .

## بازداشت و محاکمه پس از حوادث عاشورای ۸۸
بازداشت وی در راستای مجموعه بازداشت‌های موسوم به حوادث پس از انتخابات ریاست جمهوری سال ۱۳۸۸ انجام شد که در آن به بهانه اعتراضات مردمی به نتایج انتخابات خیل فعالان سیاسی و مدنی در ایران بازداشت و به حبس‌های طولانی مدت محکوم شدند.
وی پس از بازداشت به بند ۲۴۰ زندان اوین منتقل شد. این عضو ارشد جنبش مسلمانان مبارز مدت ۷۰ روز در این بند تحت بازجویی بود که ۲۴ روز را در انفرادی گذراند و در اسفند ۱۳۸۸ به بند ۳۵۰ زندان اوین منتقل شد.
جلسه رسیدگی به اتهامات وی در تاریخ ۱۱ اردیبهشت ماه سال ۱۳۸۹ در شعبه ۲۸ دادگاه انقلاب با ریاست قاضی مقیسه تشکیل شد و وی به اتهام «اجتماع و تبانی به قصد ارتکاب جرایم علیه امنیت کشور» به چهار سال حبس تعزیری محکوم شد. رای صادره در دادگاه تجدید نظر تأیید شد و در تاریخ ۳ مرداد ۱۳۸۹ به رویت وکیل وی رسید .
وی از زمان صدور حکم تا پایان محکومیت ، بدون استفاده از حق مرخصی در زندان به سر برد .
امیر خسرو دلیر ثانی از داخل زندان هم به فعالیت‌های خود ادامه داده است و از امضا کنندگان بیانیه‌های مشترکی است که از بند ۳۵۰ زندان اوین به مناسبت‌های مختلف منتشر گردیده و بر ادامه مبارزات و مواضع تا احقاق حقوق تأکید می‌شود که معروفترین آن‌ها بیانیه معروف به ۱۴ نفر است که با بهره‌گیری از سخنان محمود احمدی نژاد در مجمع عمومی سازمان ملل متحد، خواستار تشکیل گروه مستقل حقیقت یابی برای بررسی حقایق مربوط به انتخابات ریاست جمهوری و حوادث پس از آن و انتشار بی‌طرفانه نتایج کارگروه شدند.
در بهمن ماه ۱۳۸۹ وی به دلیل ادامه اعتراضات از داخل زندان و عدم همکاری با مأموران وزارت اطلاعات برای مدت کوتاهی به بند ۲۰۹ زندان اوین - بند امنیتی وزارت اطلاعات - منتقل شد.

## پیگیری شورای فعالان ملی-مذهبی و سازمان‌های حقوق بشری
شورای فعالان ملی-مذهبی در تاریخ ۱۵ دی ماه ۸۸ دربارهٔ شدت گرفتن بازداشت فعالان سیاسی و احزاب در ایران پس از ناآرامی‌های روز عاشورا هشدار داده است. بر اساس این بیانیه، "پس از سرکوب خونین مردم در عاشورا و راه اندازی سناریوهای رسانه‌ای و تبلیغاتی، موج جدید دستگیری روزنامه‌نگاران و فعالان سیاسی- مدنی از طیف‌های مختلف آغاز شده‌است."
در این بیانیه با نام بردن از ابراهیم یزدی، دبیرکل نهضت آزادی ایران و چند عضو دیگر این حزب و امیر خسرو دلیر ثانی، عضو شورای مرکزی جنبش مسلمانان مبارز از افزایش فشار سیاسی بر فعالان ملی- مذهبی خبر داده است و بازداشت "غیرقانونی و غیرمنصفانه" روزنامه‌نگارانی مانند مرتضی کاظمیان و عبدالرضا تاجیک و قطعی شدن حکم "ناعادلانه" مجازات حبس و تبعید احمد زیدآبادی را مورد اعتراض قرار داده است.
سازمان عفو بین‌الملل و گزارشگران بدون مرز نیز در بیانیه مشترکی که در تاریخ جمعه ۲۵ تیر ماه منتشر شد، با ابراز نگرانی از وضعیت سلامت زندانیان عقیدتی در ایران، محروم کردن این افراد را از معالجات پزشکی مصداق شکنجه دانستند.
در بیانیه آن‌ها آمده‌است: "هر دو سازمان بر این باورند که محرومیت از درمان پزشکی تحمیل شده بر زندانیان با هدف اعمال فشار بیشتر بر زندانیان و خانواده‌های آن‌ها انجام می‌گیرد."
بر اساس منشور حقوق بشر سازمان ملل متحد و آیین‌نامه اجرایی زندان‌ها در ایران، عدم کمک درمانی به زندانیان بیمار، نوعی شکنجه محسوب می‌شود.
در این بیانیه آمده‌است: "بنا به میثاق بین‌المللی حقوق مدنی و سیاسی که ایران یکی از امضا کنندگان آن است، محروم کردن از درمان پزشکی می‌تواند نقض ممنوعیت شکنجه و رفتار ظالمانه، ضد انسانی یا تحقیرآمیز محسوب شود."
عفو بین‌الملل و گزارشگران بدون مرز مقامات ایران را مسئول سلامت و امنیت زندانیان عقیدتی دانستند
این دو سازمان مدافع حقوق بشر فهرستی از اسامی زندانیان عقیدتی و روزنامه‌نگاران زندانی در ایران را منتشر کرده اند و از مقامات ایران خواسته اند که با درمان پزشکی همه زندانیان عقیدتی و افراد نامبرده شده در بیانیه موافقت کنند.
شیوا نظر آهاری، مسعود باستانی، حسین کاظمینی بروجردی، امیر خسرو دلیرثانی، رحیم غلامی، کوهیار گودرزی، نادر کریمی جونی، منصور اسانلو، محمدصدیق کبودوند، مسعود لواسانی، مجتبی لطفی، مهدی محمودیان، سعید متین پور، ابوالفضل عابدینی نصر، حامد روحی نژاد، عیسی سحر خیز، علی صارمی، هنگامه شهیدی، بهروز توکلی، مجید توکلی، بهروز جاوید تهرانی و احمد زید آبادی زندانیانی هستند که نامشان در این بیانیه مشترک آمده‌است.

## فعالیت در کانون مدافعان حقوق بشر (پیش از بازداشت)
در ادامه فعالیت در کانون مدافعان حقوق بشر، امیر خسرو دلیر ثانی به همراه اعضای این کانون در مراسم اعطای تندیس "تلاشگر حقوق بشر" به آیت‌الله منتظری شرکت کرد. 
کانون مدافعان حقوق بشر ایران در روز پنج شنبه ۱۹ آذر ماه ۱۳۸۸ مطابق با روز جهانی "حقوق بشر" با حضور در بیت آیت‌الله العظمی منتظری، ضمن اعلام وی به عنوان برنده "تلاشگر حقوق بشر" در سال ۱۳۸۸ این تندیس را به آیت‌الله منتظری اعطا کردند. در این دیدار آقایان دکتر ابراهیم یزدی، دکتر حبیب الله پیمان، دکتر عبدالفتاح سلطانی، دکتر محمدعلی دادخواه، تقی رحمانی، عبدالرضا تاجیک، عطاءالله شیرازی، حسین نوری زاده، امیر دلیرثانی و خانم نرگس محمدی از اعضاء کانون مدافعان حقوق بشر ایران حضور داشتند .

## اعتصاب غذا در زندان اوین در پی درگذشتهاله سحابی
در پی درگذشت هاله سحابی، امیر خسرو دلیر ثانی به همراه هدی صابر از دیگر فعالان ملی مذهبی از روز ۱۲ خرداد سال ۱۳۹۰ دست به اعتصاب غذای تر زدند. این اعتصاب غذا بدون طرح هر گونه مطالبه و خواسته شخصی آغاز شد و بر اساس بیانیه منتشر شده  دلیل آن "اعتراض به فاجعه روز چهارشنبه ۱۱ خرداد ماه ۹۰ و تهاجم منجر به مرگ فرزند اول سحابی بزرگ که مادرصفت و خواهرگونه در خدمت مردمان و آسیب دیدگان وقایع دو سال اخیر میهن بود" می‌باشد. در جریان این اعتصاب غذا هدی صابر در روز ۲۰ خرداد ماه در بیمارستان مدرس تهران برا اثر عوارض ناشی از اعتصاب غذا و سکته قلبی و ضرب شتم در زندان درگذشت.
امیر خسرو دلیر ثانی پس از مرگ هدی صابر همچنان به اعتصاب غذای خود ادامه داد و سرانجام پس از آگاهی از درخواست جمعی از فعالان مدنی برای اتمام اعتصاب غذای وی و هدی صابر در روز ۲۴ خرداد ماه پس از ۱۳ روز به اعتصاب غذای خود پایان داد. و در حالی که به لحاظ روحی و جسمی در وضعیت نامساعدی قرار داشت به خانواده خود گفت که اگر می گذاشتند هدی هم این پیام‌ها را بشنود مطمئناً زودتر از اینها به اعتصاب غذایش پایان می داد و چنین وقایع ناگواری رخ نمی داد. امیر خسرو دلیر ثانی مجدداً به همراه ۱۱ زندانی دیگر بند ۳۵۰ زندان اوین از روز ۲۸ خرداد ماه ۱۳۹۰ اعتصاب غذای را آغاز کرد..